# Joachim Marquardt
Karl Joachim Marquardt (Dantzig (actual Gdańsk, Polònia), 19 d'abril, 1812 - Gotha (Turíngia, Alemanya), 30 de novembre, 1882 a Gotha) és un historiador alemany. Va dirigir les col·leccions del castell de Friedenstein a Gotha.

## Biografia
Les seves principals obres són les seves institucions polítiques romanes (Römische Statsverwaltung), la seva vida privada pels romans (Das Privatleben der Römer) i, en col·laboració amb Wilhelm Adolf Becker, un manual de l'antiguitat Roman (Handbuch der Römischen Alterthümer).
Com a professor de la "Gotha High School", Marquardt, com abans que ell, el professor Galletti, va anar a la posteritat per les seves perles, de la qual aquí teniu una mostra:
- - "Pegasus havia de ser molt difícil de muntar"[1]
  - "A Anglaterra, la reina continua sent una dona"[2]
  - "El que ens diu Ciceró és correcte. Però el que no va dir (el que va ometre dir) és fals."[3]

Les famoses paraules de Marquardt es van reunir i publicar el 1911 a Gotha amb el títol de Marquardtiana.

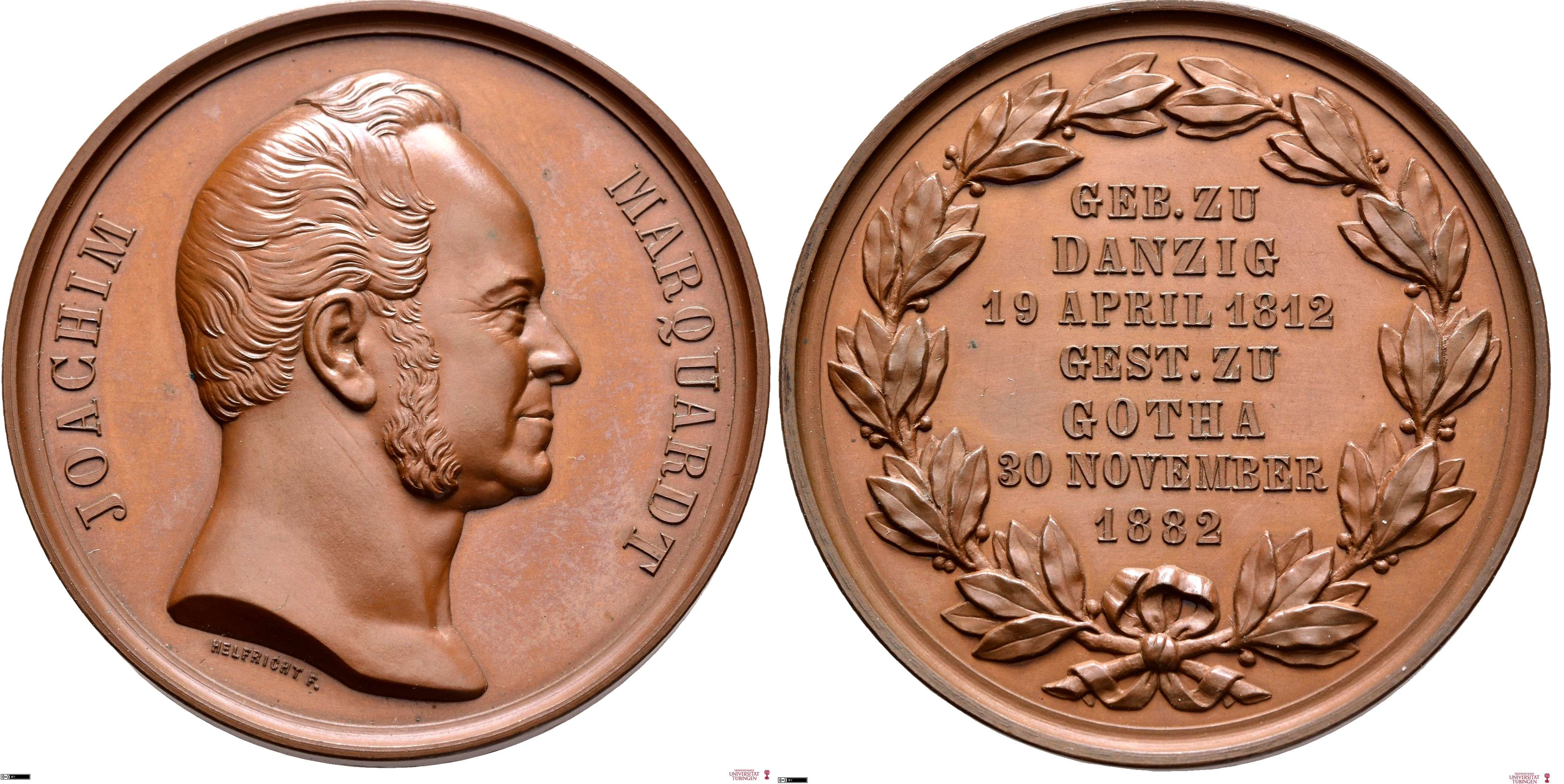
Medalla Karl Joachim Marquardt 1883

Per homenatjar la seva memòria, una medalla de bronze (45 mm) va ser posada en circulaci amb motiu de la seva mort el 30 de novembre de 1882 pel Goldsmith Friedrich-Ferdinand Helfricht (1809-1892). De cara: Joachim <> Marquardt --- Bust nu amb barba es va girar cap a la dreta, signat: Helfricht F. Pile costat: set línies de text entre dos llorers: Geb. Zu / Danzig / 19 d'abril de 1812 / Gest. Zu / Gotha / 30 de novembre / 1882
La "Gotha High School" va adquirir 50 d’aquestes medalles per premiar els seus guanyadors.